# Gustav Pauli
Theodor Gustav Pauli, noto come Gustav Pauli (Brema, 2 febbraio 1866 – Monaco di Baviera, 8 luglio 1938), è stato uno storico dell'arte tedesco e direttore di museo a Brema e ad Amburgo.

## Biografia
Il padre Alfred Pauli (1827-1915) fu senatore e sindaco di Brema. Gustav studiò storia dell'arte presso l'Università di Strasburgo, e in seguito presso quella di Lipsia sotto la guida di Anton Heinrich Springer. Scrisse a Brema la tesi sul Rinascimento e si laureò a Lipsia nel 1889. Lavorò come assistente presso il Kupferstich-Kabinett nel Castello di Dresda accanto a Max Lehrs dal 1889 al 1891. Alla morte di Springer nel 1891, Pauli fece richiesta di studiare con Jacob Burckhardt all'Università di Basilea, e venne accettato malgrado il disprezzo di Burckhardt verso Springer e i suoi allievi.
In seguito Pauli intraprese un viaggio di studio in Italia, Belgio e Olanda, visitando più volte Roma. Dopo un soggiorno curativo in Svizzera, tra il 1894 e il 1895 lavorò come bibliotecario ancora presso il Kupferstich-Kabinett. Nel 1896 sposò Magda Melchers, una scrittrice proveniente da una famiglia benestante di Brema, con la quale ebbe quattro figli. Il primogenito Alfred (1896–1938) divenne storico dell'arte, mentre gli altri tre figli morirono prematuramente. In particolare il figlio minore Carl Theodor (1914–1944) morì durante la seconda guerra mondiale a bordo di un Heinkel He 111, abbattuto mentre sorvolava il Belgio.

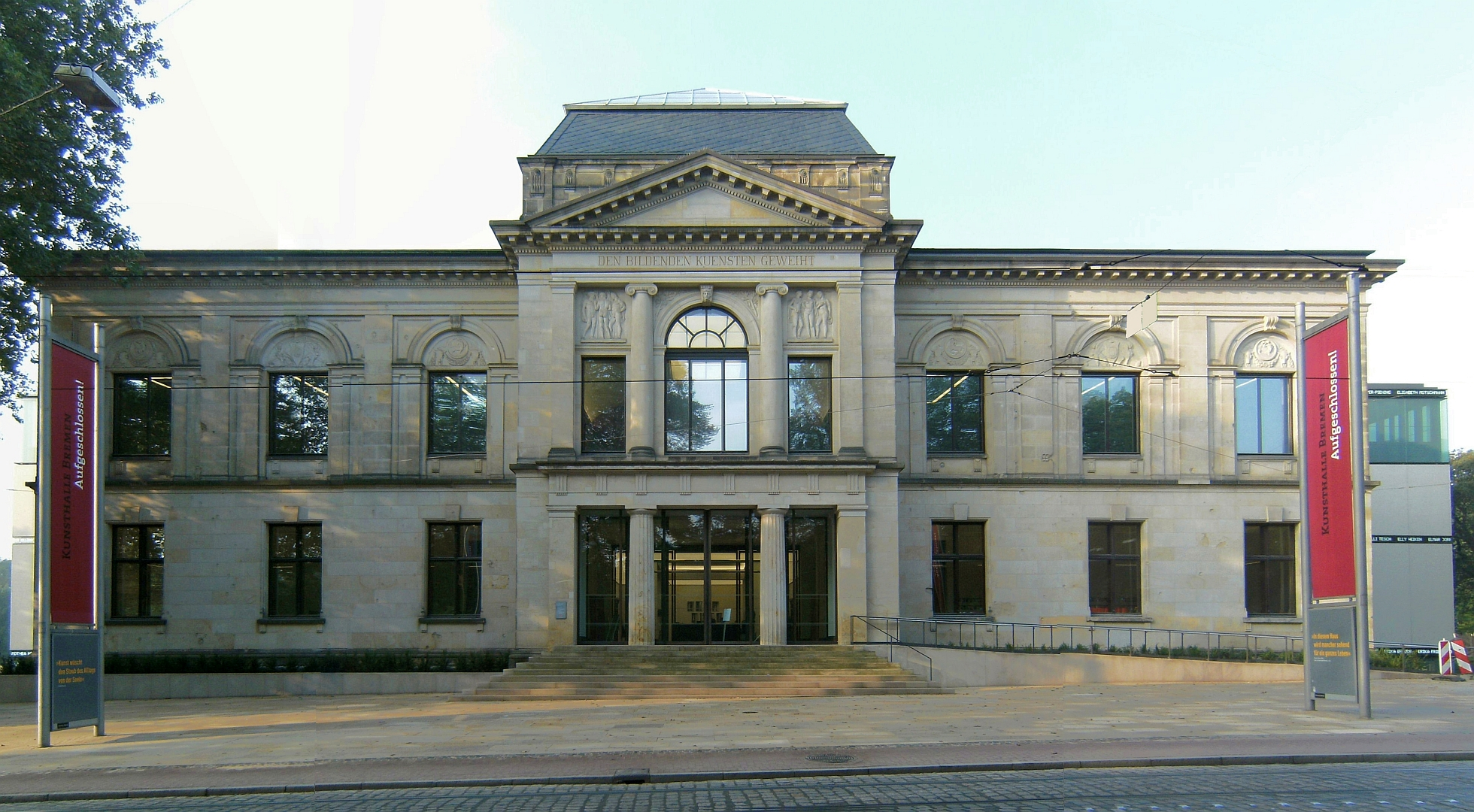
Kunsthalle Bremen

Nell'estate del 1899 Pauli ottenne l'incarico di primo direttore della Kunsthalle Bremen. Dedicò la galleria all'arte contemporanea tedesca, allestendo anche la prima nonché postuma mostra di Paula Modersohn-Becker nel 1908. Collezionò in particolare molte opere dell'Impressionismo tedesco e francese, che formarono l'attuale nucleo della collezione della Kunsthalle. Nel 1911 il suo acquisto del Campo di papaveri di Vincent van Gogh causò polemiche, in particolare da parte del pittore tedesco Carl Vinnen. La preferenza di Pauli per le opere contemporanee fu vista da alcuni come dissoluta e irrilevante. L'arte contemporanea infatti all'epoca non attraeva il grosso pubblico né era apprezzata dalla critica.

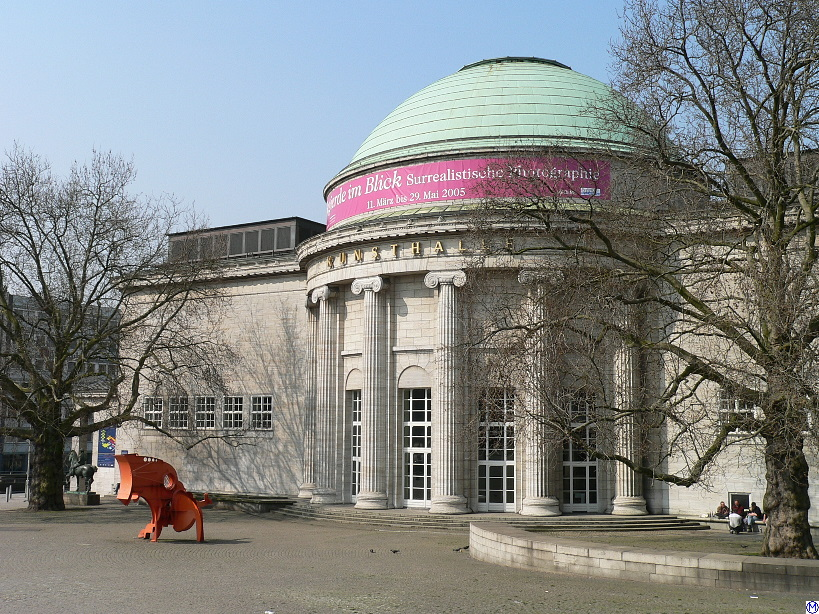
Hamburger Kunsthalle

Nel 1914 subentrò nella direzione della Hamburger Kunsthalle, del cui edificio nel 1919 supervisionò la ristrutturazione e l'ampliamento, che sfruttò per riorganizzare le collezioni in base a un criterio cronologico. Nel 1922 dedicò inoltre una sala alle stampe, riflettendo l'interesse manifestatosi a Dresda; acquisì poi ulteriori opere contemporanee, seguendo la stessa linea del precedente direttore, il suo defunto amico Alfred Lichtwark.
Pauli tenne un discorso in occasione del funerale di un altro suo amico, Aby Warburg, nel 1929.
Un incendio al Glaspalast di Monaco di Baviera nel 1931 distrusse molte importanti opere esposte, che erano state prese in prestito proprio dalla Hamburger Kunsthalle. Nello stesso anno venne dedicato a Pauli un Festschrift.
Con la salita al potere di Hitler nel 1933 e gli attacchi nazisti all'arte, l'amicizia di Pauli con intellettuali ebrei di spicco, fra i quali Erwin Panofsky, fece rapidamente scendere la considerazione nei suoi confronti e ne causò le dimissioni; le collezioni da lui raccolte a Dresda e ad Amburgo vennero smantellate.
Nel 1935 Pauli fu invitato negli Stati Uniti d'America per una serie di conferenze, mentre l'anno successivo pubblicò la propria autobiografia. Nel 1957 gli fu intitolata una piazza di Brema.

## Alcune opere
- Gainsborough, Künstlermonographie. Bielefeld & Leipzig: Verlag von Velhagen & Klasing, 1904.
- Venedig. Leipzig: Verlag E. U. Seemann, 19063.
- Philipp Otto Runge. Bilder und Bekenntnisse (in qualità di curatore). Berlin: Furche-Verlag, 1918.
- Die Kunst und die Revolution. Berlin: Verlag Bruno Cassirer, 1921.
- Die Hamburger Meister der guten alten Zeit. Munich: Hyperion Verlag, 1925.
- Die Kunst des Klassizismus und der Romantik. Berlin: Propyläen Verlag, 1925.
- Paula Modersohn-Becker. Berlin: Kurt Wolff Verlag, 1934.
- Erinnerungen aus sieben Jahrzehnten. Tübingen: Wunderlich Verlag, 1936.